# David Knight (personaggio)
(David Knight)
David Knight (alias Starman VI) è un personaggio immaginario dei fumetti DC Comics. Si tratta di un supereroe che ha portato il nome Starman, ereditandone il ruolo dal padre Ted Knight (Starman I)

## Biografia del personaggio

### Le origini
David ha sempre ammirato l'operato del padre, sia come supereroe che come scienziato. Il suo sogno è quello di prendere il ruolo di Starman e portare avanti l'eredità del genitore. Durante il periodo in cui Ted Knight è imprigionato nel Limbo con il resto della Justice Society, David indossa un costume uguale a quello del padre e comincia ad usare una Cosmic Rod. Durante questo periodo esiste già un altro Starman ed è Will Payton. David lo affronta rivendcando per sé e la propria famiglia il diritto a quel nome. Insieme si trovano a combattere contro The Mist. Osservando le capacità di Starman V (Will Payton), David decide di lasciare a Lui quel ruolo. Dopo la presunta morte di Will Payton e il ritorno del padre dal Limbo, David diventa ufficialmente Starman VI.

### La prematura fine
Pochi giorni dopo essere diventato il nuovo Starman viene ucciso da Kyle, il figlio di The Mist. La sera prima di morire David ha un presentimento che qualcosa possa andare per il peggio. Per questo lascia Anne, una ragazza con cui aveva una relazione.

### Viaggio nel tempo
Mentre David viene colpito al petto dal proiettile che lo ucciderà, si trova improvvisamente portato indietro nel tempo all'anno 1951. Tale prodigio viene compiuto dallo spirito del defunto Kent Nelson (Dottor Fate I). Il fine è quello di aiutare il figlio dell'amico Ted Knight (Starman I) a provare di essere degno di portare il ruolo di Starman. Inoltre la sua presenza nel passato sarà determinante per gli avvenimenti futuri della famiglia Knight. Nel 1951 David non è consapevole che nel futuro stava per morire, è però a conoscenza che Starman II sparirà un giorno dopo il capodanno del 1951. Il suo tempo è a termine. Quando arriva nel 1951, il ruolo di Starman è stato preso da Charles McNider (già conosciuto dai tempi della Seconda guerra mondiale come Dottor Mid-Nite I). Il padre Ted si trova invece in uno stato di esaurimento nervoso a causa dei sensi di colpa per aver contribuito alla realizzazione della bomba atomica e per la morte della fidanzata Doris Lee. Charles McNider trova David mentre vola per i cieli di Opal City con il costume originale di Starman. Dopo essersi reso conto che si tratta del figlio di Ted che arriva dal futuro, è disposto a cedergli il ruolo di nuovo Starman. Il problema è che in seguito alle condizioni psicologiche del padre il Dottor Mid-Nite ritiene che possa essere dannoso per la sua salute mentale vedere un supereroe con il suo stesso costume e la Cosmic Rod. Per questo Charles gli affida il velivolo a forma di stella a cinque punte che usa per volare. Inoltre con l'aiuto di Paul Dennis (Robotman) riescono ad integrare la tecnologia della Cosmic Rod nello stesso costume utilizzato finora da Mid-Nite per impersonare il nuovo protettore di Opal. In questo modo nessuno è a conoscenza che David Knight diventa Starman II. Anche lo stesso Ted Knight, che lo segue ai notiziari, non ha idea che si tratti di un suo figlio arrivato dal futuro.

### Incontro tra Starman VII e Starman II
Mentre David Knight sta combattendo contro The Mist e dei suoi scagnozzi si vede arrivare in aiuto il fratello Jack Knight. Questi è stato rimandato indietro nel tempo proprio al 1951 dopo che si era ritrovato a parlare con lo spirito del padre e del fratello ormai defunti. Il motivo del perché si trovi qui gli è sconosciuto e all'inizio non riconosce il fratello David (che nel futuro è ormai morto) anche perché indossa il nuovo costume passatogli da Charles McNider. Il costume di Starman II è di colore arancione e rosso con una stella bianca sul petto. Prevede anche una maschera e un mantello rossi. Lo stesso David è stupito di vedere Jack fare il supereroe con una evoluzione della Cosmic Rod. Lui non sa di dover morire e che il suo ruolo sarà preso proprio dal fratello minore. Dopo aver messo in fuga i criminali, i due fratelli si aggiornano su quanto successo, ma Jack non ha subito il coraggio di dire a David cosa lo aspetta una volta tornato nel futuro. I due fanno visita al padre e Jack ha modo di vedere che il genitore alterna momenti di lucidità ad altri nei quali si estranea dalla realtà. David mette al corrente Jack che gli mancano tre giorni prima del momento in cui Starman II sparirà dalle cronache e cioè il primo giorno dell'anno 1952. Inoltre esprime il desiderio di porre fine ai piani di Mist I il quale sta attaccando i centri industriali di ricerca di Opal City per rubare materiale sperimentale da vendere ai sovietici. Quella stessa sera vengono attaccati i laboratori delle Tyler Chemicals. I due Starmen si recano sul luogo per sventare il furto. Arrivati sul posto, vengono aiutati dall'intervento di Hourman I (Rex Tyler). Nonostante ciò Mist e i suoi scagnozzi riescono a fuggire, ma uno di questi viene catturato. Hourman scopre che il piano del supercriminale è quello di rubare sostanze chimiche e droghe per ottenere un composto volatile che una volta inalato, fa impazzire le persone. Il fine ultimo è di venderlo poi ai russi. Di quanto sta accadendo viene messo al corrente anche Ted Knight. Dal membro della banda catturato, vengono inoltre a sapere che Mist, prima di consegnare il composto ed essere pagato, ne deve testare l'efficacia sulle persone. Non si sa però dove questo nuovo tipo di arma verrà sperimentata. La preoccupazione è che si tratti di un luogo affollato e le conseguenze del rilascio del gas causerebbero incidenti e morti. A tal proposito Jack si ricorda di un avvenimento che ad Opal viene considerato una leggenda urbana e riguarda proprio la fine dell'anno 1951. Si dice che in questo periodo alla prima del film La cosa da un altro mondo, il pubblico in sala sembrò impazzire forse a causa delle scene spaventose dell'innovativo lungometraggio di fantascienza. Hourman chiama immediatamente Sandman I (Wesley Dodds) per chiedergli il suo knock-out gas al fine di rendere innocue le persone che cadranno sotto l'effetto di quello di Mist. Dopo averlo recuperato con il velivolo di Starman II, Jack e David entrano nel cinema con due maschere anti-gas mentre la première del film è appena iniziata. Ma arrivano in ritardo e il pubblico ha già respirato il nuovo gas di Mist ed è in uno stato di delirio.
Mentre cercano di evitare che accadano gravi incidenti, Hourman rilascia il gas di Sandman e tutti quelli in sala cadono in un sonno profondo. Quando si risveglieranno, non ricorderanno quasi nulla. Ted Knight nel frattempo sembra riacquistare lucidità e collega quanto sta accadendo alla morte della fidanzata Doris Lee, uno dei motivi alla base del suo esaurimento nervoso. Si reca dal padre di questa che lavora per la L+D Research, la prima compagnia attaccata da Mist. Stranamente questa industria non è stata fatta esplodere come le altre e questo perché Mr. Lee è un complice dello stesso Mist. Questi confessa a Ted che la figlia Doris è stata uccisa perché aveva scoperto tutto, inoltre rivela che Mist deve consegnare la formula ai sovietici all'aeroporto Savage Airfield. Ted Knight ritrova il coraggio di tornare ad indossare il costume di Starman e si reca all'aeroporto dove affronta Mist e gli impedisce di chiudere l'affare. Questi però riesce a fuggire. La sfida tra Mist I e Starman I ricomincia. I due figli di Ted sono entusiasti del recupero mentale del padre ma David ha anche saputo da Jack che quando sarà riportato nel suo presente, morirà. I due fratelli passano insieme la sera del capodanno 1951, mentre Jack convince il padre (che comincia a sospettare chi siano in realtà) ad andare ad una festa di un suo amico bancario. A questo galà incontrerà la donna che sposerà e diventerà la loro madre. Durante le prime ore dell'alba David sparisce per ritornare al momento prima di morire. Jack si ritrova solo e non sa come tornare nel suo presente. Per riportarlo nel futuro, arriva Starman VIII (Thom Kallor) con una macchina del tempo. Jack non ne conosce ancora l'identità, ma lo ha incontrato nel XXX secolo come Star Boy.

## Poteri e abilità
La barra cosmica gli permette di volare, lanciare lampi di energia e calore, creare piccoli campi di forza e generare luce. Fisicamente è impreparato e a disagio nell'utilizzare il congegno del padre. Inoltre psicologicamente non si sente all'altezza del ruolo affidatogli.